# أندرو مارفل
أندرو مارفل(Andrew Marvell؛ 31 مارس 1621 - 16 أغسطس 1678) شاعر وسياسي إنجليزي ومن شعراء ميتافيزيقيين، من أهم أعماله قصيدة "The Garden" وقصيدة "Upon Appleton House".

## حياته
ولد مارفل في بلدة واينستيد قرب مدينة هل في مقاطعة شرق يوركشير حيث كان والده رجل دين انجليكاني، درس في مدرسة مدينة هل الثانوية ثم التحق بكلية الثالوث بجامعة كامبريدج حيث تخرج عام 1642 كان مارفل يتقن الإسبانية والفرنسية والإيطالية. عايش فترة عصيبة في تاريخ انجلترا هي فترة الصراع بين أنصار الملك والبرلمان؛ فعاصر الحرب الأهلية وجمهورية أوليفر كرومويل ثم عودة الملكية عام 1660.

## وصلات خارجية
- أندرو مارفل على موقع الموسوعة البريطانية (الإنجليزية)
- أندرو مارفل على موقع ميوزك برينز (الإنجليزية)
- أندرو مارفل على موقع إن إن دي بي (الإنجليزية)
- أندرو مارفل على موقع ديسكوغز (الإنجليزية)

- - مؤلفات Andrew Marvell في مشروع غوتنبرغ